# It's a Man's World (альбом Шер)
«It's a Man's World» — двадцять другий студійний альбом американської співачки і акторки Шер, випущений 6 листопада 1995 року лейблом «WEA Records». Альбом також став початком її другого контракту з «WEA Records». З зміненим трек-листом альбом вийшов в США 25 червня 1996 року на лейблі «Reprise Records». Диск дебютував на 64 позиції чарту «Billboard 200» з тиражем лише 9.000 копій. На червень 2003 року продажі альбому в США склали 194.000 копій. У Великій Британії альбом посів 10 позицію і отримав золоту сертифікацію з продажами більше 100 000 копій.

## Про альбом
В альбомі «It's a Man's World» Шер виконала пісні в досить "нетрадиційному" стилі Глибокого Півдня, всупереч її усталеним поп-рок корінням. Альбом також продемонстрував нові можливості вокалу Шер у піснях «One by One» і «The Gunman», виходячи із діапазону свого фірмового хрипкого контральто.
Шер підписала контракт з «WEA Records» в 1994 році, запис альбому «It's a Man's World» відбувся в Лондоні в 1995 році. Цього ж року, альбом вийшов в Європі разом з головним синглом «Walking in Memphis», він отримав золоту сертифікацію від BPI.
Оригінальна версія альбому складалася з 14-ти пісень, але коли альбом вийшов в США, він містив лише 11 треків. Пісні «I Would not Treat a Dog (The Way You Treated Me)», «Do not Come Around Tonite» і «The Shape of Things to Come» були вилучені з американського релізу. Хоча «I Would not Treat a Dog (The Way You Treated Me)» вийшла як офіційна «Б»-сторона синглу «One By One». Американський реліз також критики оцінили як «феномен R&B/поп-культури 1990-х» через те, що п'ять пісень були зареміксовані, задля створення викликати відчуття сучасного R&B. В США, нові версії цих пісень: «Not Enough Love in the World», «Paradise Is Here», «Angels Running», «What About the Moonlight» і «One by One» — були позначені як альбомні версії. Їх нове звучання несло в собі вплив R&B, у той час як їх оригінальні версії мали вплив південного року і блюзу.
У зв'язку зі змінами, багато критики порівнювали новий альбом Шер зі стилем гурту «Boyz II Men». Критик Хосе Ф. Проміс назвав альбом «одним з кращих в її кар'єрі... це альбом показує її як справжню співачку, а не як просту артистку». Попри те, що альбом деякий час залишався забутим після успіху «Believe» 1998 року, на сьогодні альбом цінується як фанатами, так і критиками.

## Сингли
Для просування альбому вийшло п'ять синглів. Кавер-версія пісні Марка Кона «Walking in Memphis», що стала провідним синглом альбому в Європі, Австралії та Канаді. У Європі сингл став помітним хітом і посів в чартах вищі позиції, ніж оригінальна версія. Він досяг максимальної 11 позиції у Великій Британії і потрапив у «топ-20» в декількох європейських країнах; однак сингл не зміг привернути помітної уваги в інших країнах. Музичне відео до цієї пісні зображувало Шер, що крокує Мемфісом в костюмі Елвіса Преслі і співаючу в автобусі. Пісня «One by One», співавторкою якої була Шер, мала більший успіх, будучи випущена як другий сингл в Європі і перший сингл в Сполучених Штатах, не тільки потрапила у «топ-10» у Великої Британії і по всій Європі, але й посіла 52 позицію в американському «Billboard Hot 100» і 22 позицію в Канаді. Для просування пісні в усьому світі вийшло три музичні кліпи, всі вони демонстрували історію нещасної пари, яка бореться за збереження відносин і показували сцени співу Шер. Дві кавер-версії творів Дона Хенлі і Френкі Валлі, «Not Enough Love in the World» і «The Sun Ain't Gonna Shine Anymore» відповідно, були випущені як наступні сингли альбому, обидві з них посіли високі позиції в чартах Великої Британії і Шотландії. Останнім синглом в США стала кавер-версія пісні Тіни Тернер «Paradise Is Here», її реміксували і в такому вигляді вона посіла 11позицію в американському чарті «Dance Club Songs». Ніяких музичних кліпів для просування трьох останніх синглів не вийшло.

## Комерційний успіх
«It's a Man's World» мав успіх в Європі. Він дебютував 28 позицією у UK Albums Chart|британському альбомному чарті 12 листопада 1995 року. Потім він піднявся до своєї максимальної 10 позиції протягом тринадцятого тижня перебування в чарті після комерційного успіху синглу «One by One». Загалом, альбом провів 22 тижні в чарті, його продажі склали понад 100 000 копій у Великій Британії, у цій країні він отримав золоту сертифікацію. Альбом став успішним і в інших європейських країнах, потрапивши у «топ-20» деяких з них, в Австрії він посів 8 позицію. В решті країн світу альбом не зміг досягти високих позицій в чартах, в американському «Billboard 200» він посів 64 позицію, в США його продажі склали всього 9000 копій протягом першого тижня, і 46 позицію в Канаді. За даними «Nielsen SoundScan», станом на 1997 рік, продажі альбому склали 194 000 копій в США і більше 700 000 копій в усьому світі.

## Відгуки критиків
Після виходу альбом отримав загалом позитивні відгуки від міжнародних музичних критиків. Хосе Ф. Проміс з «AllMusic» похвалив альбом за його «запальні балади, епопеї на Західну тематику і вплив R&B» і описав його як «одну з кращих співачок, а також одна з її найбільш непомічених і недооцінених [робіт на сьогоднішній день]». Він також заявив, що європейський мікс альбому краще. «Entertainment Weekly» дали альбому двійку і високо оцінили «Walking In Memphis», заявивши, що пісня «повинна бути почута, щоб їй повірили». «The Rolling Stone album Guide» оцінили «It's a Man's World» двома з половиною зірок з п'яти.

## Трек-лист
| #   | Назва                                             | Автор                                               | Продюсер(и)                            | Тривалість |
| --- | ------------------------------------------------- | --------------------------------------------------- | -------------------------------------- | ---------- |
| 1.  | «Walking in Memphis»                              | Марк Кон                                            | Крістофер Нейл                         | 4:00       |
| 2.  | «Not Enough Love in the World»                    | Дон Хенлі, Денні Кортчмар, Бенмонт Тенч             | Стівен Ліпсон                          | 4:25       |
| 3.  | «One by One»                                      | Ентоні Гріффітс, Шер*                               | Ліпсон                                 | 5:06       |
| 4.  | «I Wouldn't Treat a Dog (The Way You Treated Me)» | Деніел Волш, Стів Баррі, Майкл Прайс, Майкл Омартян | Грег Пенні, Нейл[a], Саймон Харрелл[a] | 3:38       |
| 5.  | «Angels Running»                                  | Петті Ларкін                                        | Нейл                                   | 4:42       |
| 6.  | «Paradise Is Here»                                | Пол Брейді                                          | Ліпсон                                 | 5:06       |
| 7.  | «I'm Blowin' Away»                                | Ерік Кац                                            | Ліпсон                                 | 4:05       |
| 8.  | «Don't Come Around Tonite»                        | Майя Шарп, Марк Аддісон                             | Нейл                                   | 4:38       |
| 9.  | «What About the Moonlight»                        | Кетлін Йорк, Майкл Доріан                           | Нейл                                   | 4:20       |
| 10. | «The Same Mistake»                                | Марк Джордан, Джон Кепек                            | Пенні, Нейл[a], Харрелл[a]             | 4:30       |
| 11. | «The Gunman»                                      | Педді МакАлун, Шер*                                 | Тревор Хорн                            | 5:14       |
| 12. | «The Sun Ain't Gonna Shine Anymore»               | Боб Гаудіо, Боб Крю                                 | Хорн                                   | 5:16       |
| 13. | «Shape of Things to Come»                         | Хорн, Лол Крем                                      | Хорн                                   | 4:08       |
| 14. | «It's a Man's Man's Man's World»                  | Джеймс Браун, Бетті Джин Ньюсом                     | Ліпсон                                 | 4:40       |

| Північноамериканська версія | Північноамериканська версія         | Північноамериканська версія | Північноамериканська версія | Північноамериканська версія |
| #                           | Назва                               | Автор                       | Продюсер(и)                 | Тривалість                  |
| --------------------------- | ----------------------------------- | --------------------------- | --------------------------- | --------------------------- |
| 1.                          | «One by One»                        | Шер[b], Гріффітс            | Сем Ворд, Ліпсон[c]         | 4:12                        |
| 2.                          | «Not Enough Love in the World»      | Хенлі, Кортчмар, Тенч       | Ворд, Ліпсон[c]             | 4:25                        |
| 3.                          | «Angels Running»                    | Ларкін                      | Нейл, Деніел Абрахам[d]     | 4:35                        |
| 4.                          | «What About the Moonlight»          | Йорк, Доріан                | Ворд, Нейл[c]               | 4:18                        |
| 5.                          | «Paradise Is Here»                  | Брейді                      | Ворд, Ліпсон[c]             | 4:40                        |
| 6.                          | «The Same Mistake»                  | Джордан                     | Пенні, Нейл[a], Харрелл[a]  | 4:25                        |
| 7.                          | «I'm Blowin' Away»                  | Кац                         | Ліпсон                      | 4:05                        |
| 8.                          | «Walking in Memphis»                | Кон                         | Нейл                        | 4:00                        |
| 9.                          | «The Sun Ain't Gonna Shine Anymore» | Гаудіо, Крю                 | Хорн                        | 5:13                        |
| 10.                         | «The Gunman»                        | Шер[b], МаКалун             | Хорн                        | 5:08                        |
| 11.                         | «It's a Man's Man's Man's World»    | Браун, Ньюсом               | Ліпсон                      | 4:40                        |

Примітки
- ↑  автори реміксів
- ↑  Шер вказується як автор тільки в американському виданні
- ↑  продюсер оригіналу
- ↑  додатковий продюсер

## Учасники запису
- Шер — головний вокал
- Енн Дадлі — струнне аранжування

Оригінальна версія
- Треки 1, 5, 8, 9 — продюсування Крістофера Нейла
- Треки 2, 3, 6, 7, 14 — продюсування Стівена Ліпсона
- Треки 4, 10 — продюсування Грега Пенні
- Треки 11, 12, 13 — продюсування Тревора Хорна

Американські ремікси
- Треки 1, 2, 4, 5 — ремікси Сема Ворда
- Треки — ремікс Деніела Абрахама
- «The Gunman» — відредагована автором оригінальної пісні Тревором Хорном

Дизайн
- Девід Шейнменн — фотографування

Виробництво
- Крейг Костіч — виконавчий продюсер
- Стів Фіцморіс — мікшування

## Чарти
| Чарт (1995–96)                     | Позиція |
| ---------------------------------- | ------- |
| Austrian Albums (Ö3 Austria)       | 8       |
| Canadian Albums (RPM)              | 46      |
| Dutch Albums (Album Top 100)       | 91      |
| European Albums (Top 100)          | 35      |
| German Albums (Offizielle Top 100) | 74      |
| Italian Albums (Hit Parade Italia) | 16      |
| Scottish Albums (OCC)              | 18      |
| Swedish Albums (Sverigetopplistan) | 18      |
| UK Albums (OCC)                    | 10      |
| US Billboard 200                   | 64      |

| Чарт (1996)                 | Позиція |
| --------------------------- | ------- |
| Italian Albums (Hit Parade) | 72      |
| UK Albums (OCC)             | 107     |

## Сертифікації і продажі
| Країна                                              | Сертифікація | Продажі  |
| --------------------------------------------------- | ------------ | -------- |
| Велика Британія (BPI)                               | Золото       | 100,000^ |
| США                                                 | —            | 194,000  |
| Загалом (світ)                                      | N/A          | 700,000  |
| ^дані про відвантаження лише на основі сертифікації |              |          |